# 傻瓜大闹香蕉城
《傻瓜大闹香蕉城》（英語：Bananas，又名《香蕉》）是一部1971年的美国喜剧电影。伍迪·艾伦自编自导自演。影片拍摄地点有纽约市，利马和波多黎各。影片名列AFI百年百大喜剧电影第69位和美国精彩电视台评选的“百部最有趣电影”第78位。

## 情节
Fielding Mellish（伍迪·艾伦饰演）是一个产品测试员，他为了追喜爱社会运动的女孩Nancy（路易斯·拉塞尔饰演）而去了一个叫圣·马可的国家并参与了当地的革命。在经历了革命与内战之后，Mellish阴差阳错成为了新的领袖。

## 角色
- 伍迪·艾伦 - Fielding Mellish
- 路易斯·拉塞尔 - Nancy
- Carlos Montalban - Gen. Emilio Molina Vargas
- 席维斯·史特龙 - 地铁流氓 (非在编)

## 花絮
DVD访谈里，艾伦说到他要求绝对不能有血在影片中出现，因为他想保持一种轻喜剧的氛围。
艾伦与拉塞尔的婚姻自1966年始至1969年止，拍摄本片时他们已经离婚。

### 片名
片名是一个双关语。香蕉（banana）是疯狂（crazy）的俚语，亦有“香蕉共和国”的影射。

## 奖项
- 美国电影学会 认可
- 2000: AFI百年百大喜剧电影 第69位